# Ludwig Frohnhäuser

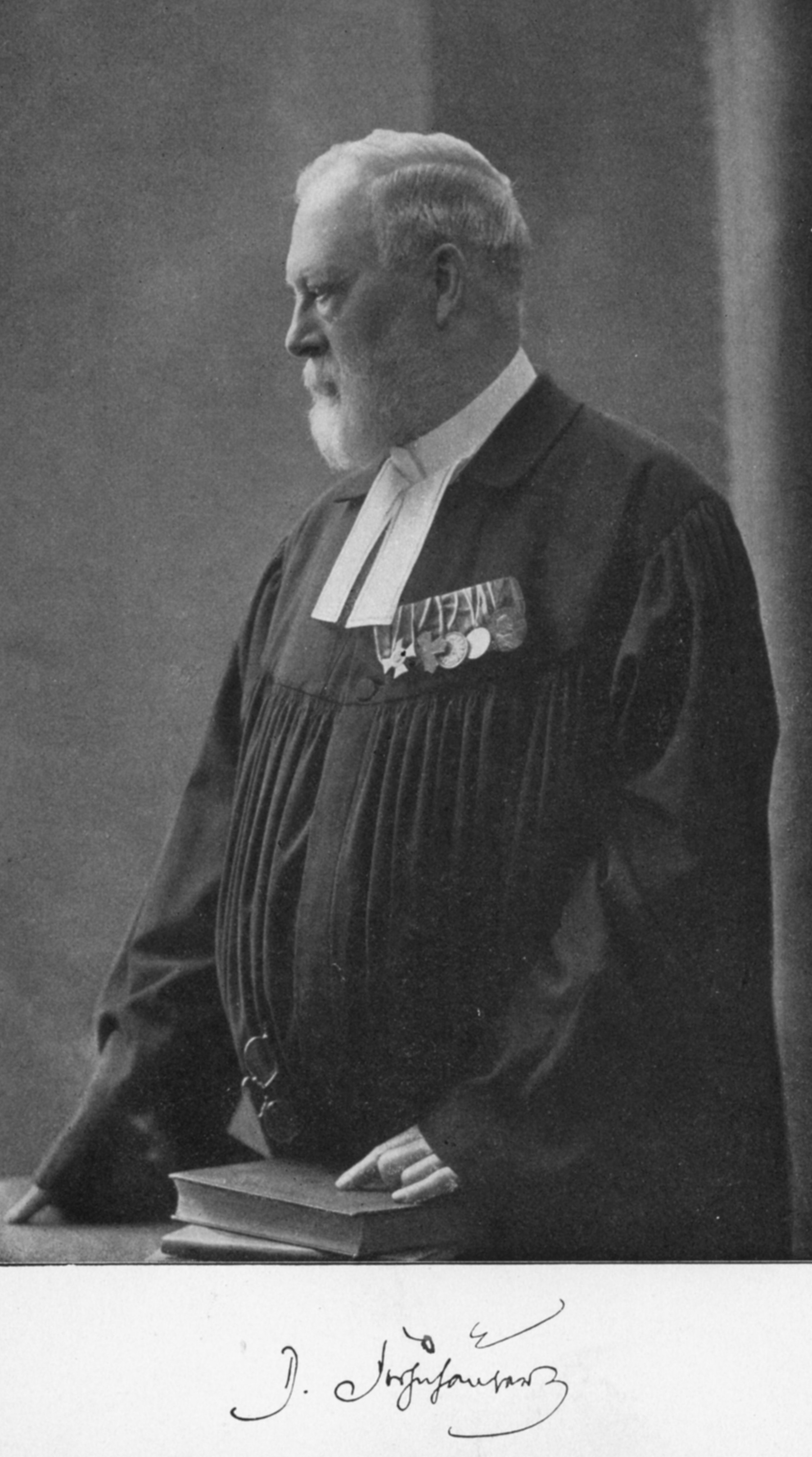
Ludwig Frohnhäuser

Konrad Ludwig Frohnhäuser (* 21. Dezember 1840 in Butzbach; † 29. Juni 1912) war ein deutscher Pfarrer und Heimatforscher.

## Leben
Frohnhäuser war der Sohn des Fouriers Johann Peter Frohnhäuser und von dessen Frau Anna Katharina, geb. Langlott. Ludwig Frohnhäuser besuchte die Volksschulen in Darmstadt und Zwingenberg sowie die Gymnasien in Bensheim und Darmstadt. Ab 1859 studierte er Theologie an der Universität Gießen. Von 1862 bis 1863 besuchte er das Predigerseminar in Friedberg, bevor er eine Hauslehrerstelle in Darmstadt annahm. 1864 legte er die Definitorialprüfung ab und wurde Vikar an der Stadtknabenschule in Darmstadt. Noch im selben Jahr wechselte er an die Realschule in Friedberg. 1865 wurde er dann Pfarrverwalter in Steinfurth, ab 1866 in Roßdorf und von 1867 bis 1868 in Wimpfen. Von 1868 bis 1869 war Frohnhäuser in Arheiligen bei Darmstadt beschäftigt, 1869 wurde ihm die provisorische Verwaltung der Pfarrei Lampertheim übertragen, im Dezember 1870 erhielt er die Pfarrstelle definitiv übertragen. Frohnhäuser blieb dort, bis er 1887 die Pfarrstelle in Mainz erhielt. 1898 wurde Frohnhäuser zum Kirchenrat und 1903 zum Geheimen Kirchenrat ernannt. 1912 bat er aus gesundheitlichen Gründen um die Versetzung in den Ruhestand.
Neben seiner Tätigkeit als Pfarrer beschäftigte Frohnhäuser sich mit historischer Forschung. Er veröffentlichte zahlreiche Schriften, insbesondere in den „Quartalblättern des Historischen Vereins für das Großherzogtum Hessen“ und im „Archiv für Hessische Geschichte und Altertumskunde“.

## Veröffentlichungen (Auswahl)
- Geschichte der Reichsstadt Wimpfen, des Ritterstifts St. Peter zu Wimpfen im Thal, des Dominicanerklosters und des Hospitals zum hl. Geist zu Wimpfen am Berg: nach Urkunden zusammengestellt. Historischer Verein, Darmstadt 1870.
- Das Kräuterweible von Wimpfen: Eine Geschichte aus dem Ende des 30jährigen Krieges. Leipzig 1885.
- Gustav Adolf und die Schweden in Mainz und am Rhein: zur Erinnerung an die 300-jährige Wiederkehr des Geburtstags Gustav Adolfs. In: Archiv für Hessische Geschichte und Alterthumskunde; N. F., Bd. 2 (1894), H. 1.
- Die Schwedensäule am Rhein: Festspiel zur Feier des 300. Geburtstags Gustav Adolfs. In 5 Aufzügen. Ungleich, Leipzig 1895.
- Der Abtstein bei Lorsch: Erzählung aus der Zeit des Humanismus. Ungleich, Leipzig 1899.
- Das Weltgericht: Eine Erzählung aus dem grossen Bauernkrieg (1525). Leipzig 1902.
- Die Geschichte der Evangelischen Gemeinde Mainz im ersten Jahrhundert ihres Bestehens 1802–1903. H. Quasthoff in Kommission, Mainz 1903 (Festschrift zur Einweihung der Christuskirche in Mainz, 1903).
- Rückblicke in die Geschichte Lampertheims, hrsg. von Karl Esselborn. K. Möck, Lampertheim 1922.

## Ehrungen
- Ehrendoktor der Theologischen Fakultät der Universität Gießen
- Ehrenkreuz des Verdienstordens Philipps des Großmütigen